# Jan Gogola mladší
Jan Gogola ml. (* 24. srpna 1971, Uherské Hradiště) je český filmový dramaturg, režisér a pedagog.

## Život
Jan Gogola ml. je synem dramaturga Jana Gogoly a Manuely Gogolové. Narodil se v Uherském Hradišti, kde rovněž vystudoval gymnázium. Krátce po započetí studií v Praze v roce 1989 se zapojil do studentské iniciativy a odporu proti komunistickému režimu, účastnil se také potlačené demonstrace na Národní třídě. Společně se spolužáky založil na gymnáziu pěvecký soubor Tomahawk. Vystudoval žurnalistiku na Fakultě sociálních věd Univerzity Karlovy (1989–1996) a následně Katedru dokumentární tvorby na Filmové akademii múzických umění v Praze (1995–2001). Jako pedagog nejprve působil od roku 2002 na FAMU, v letech 2004–2005 na JAMU a pak zase do roku 2017 na FAMU. Od roku 2017 začal vyučovat na Ateliéru audiovizuální tvorby na Fakultě multimediálních komunikací Univerzity Tomáše Bati ve Zlíně. Od roku 2018 je zde jako pedagog interně zaměstnán.[zdroj?]

## Tvorba
Jako dramaturg se již od konce 90. let podílel na řadě projektů a dokumentárních filmů, mimo jiné také na sérii Český žurnál pro Českou televizi, kde působil jako interní dramaturg. Jako režisér debutoval v roce 1998 celovečerní filosofickou groteskou Nonstop, která se odehrává na ose dálnice D1. Posledním dokončeným filmem je situační esej Vězení dějin (natočil jej společně se svým studentem Matějem Hrudičkou a dalšími studenty Ateliéru audiovize na FMK UTB ve Zlíně a se spolkem Memoria). Film je úvahou o budoucnosti naší minulosti od poloviny 90. let zavřené v areálu věznice v Uherském Hradišti. Zde mimo jiné docházelo v 50. letech k mučení a popravám politických vězňů, v období normalizace tady zase sídlila školní družina, kterou i Jan Gogola ml. navštěvoval.
Působí také jako pedagog a publicista, přispívá mimo jiné do magazínu Dok.revue o dokumentárním filmu a příležitostně také do knih a tematických sborníků.

## Filmografie

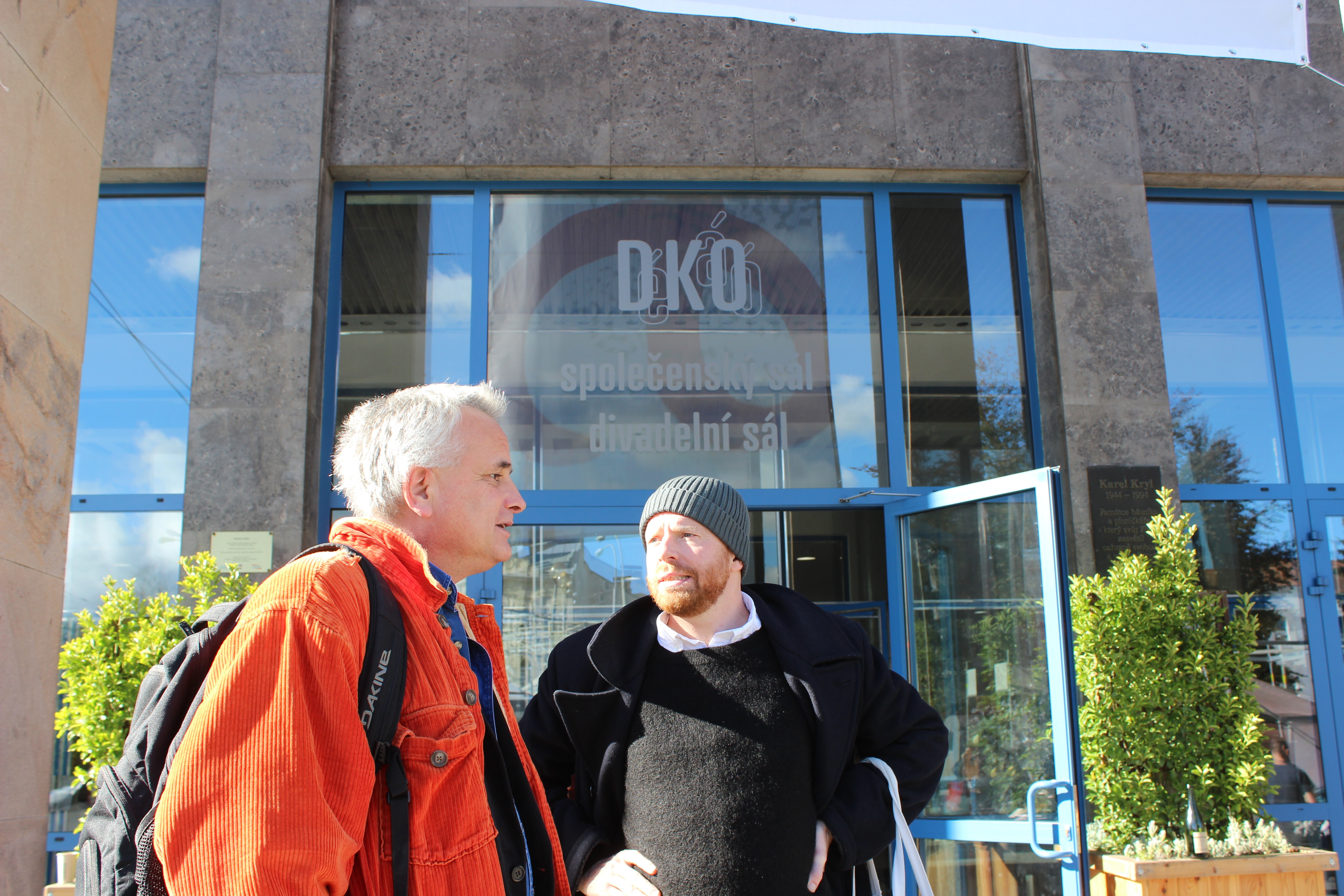
Jan Gogola ml. s režisérem Jakubem Wagnerem

### Dramaturg (výběr)

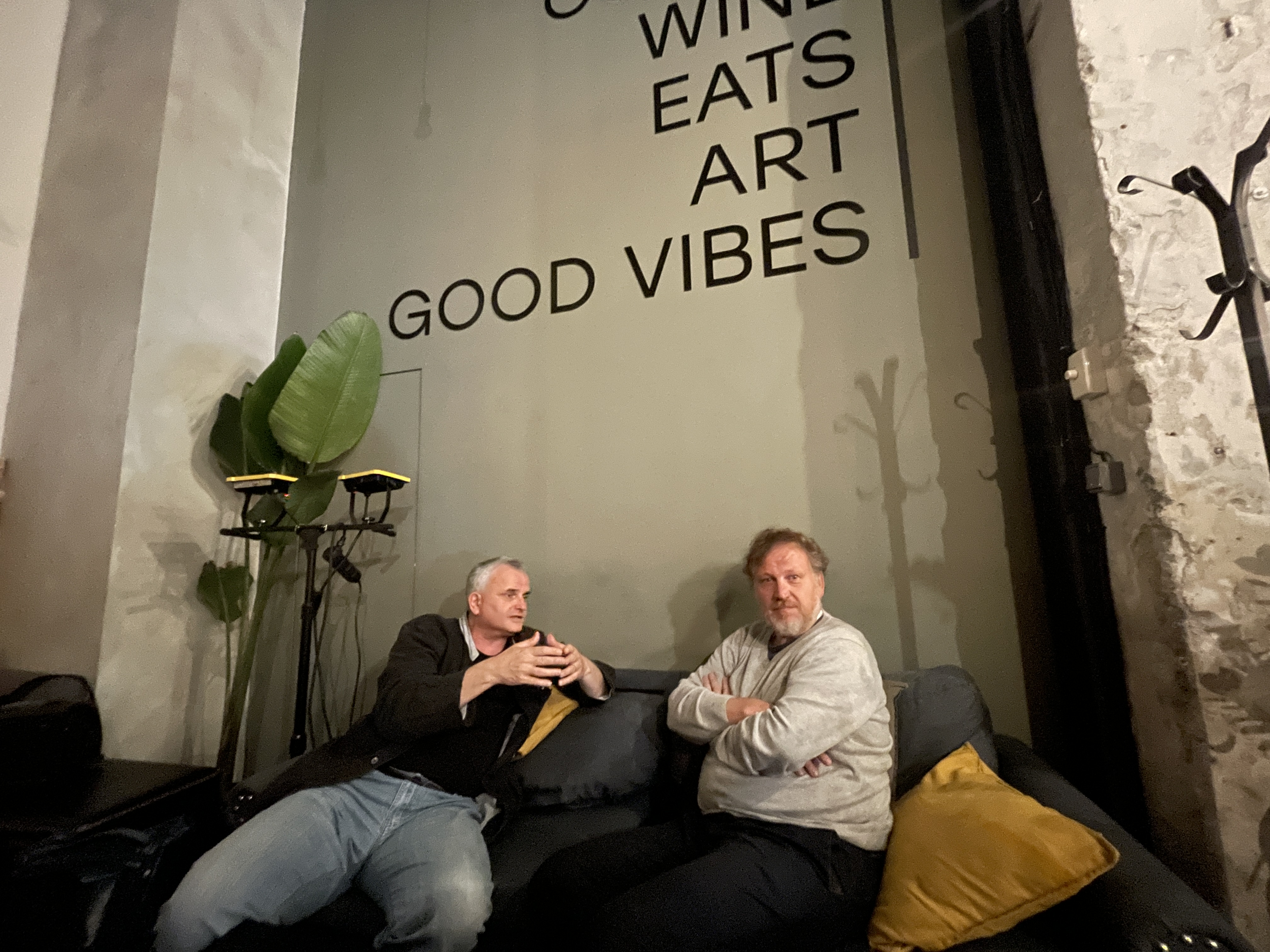
S režisérem Radimem Procházkou na Zlín Film Festivalu 2025

- 2000: Bitva o život
- 2001: Hry prachu
- 2003: 66 sezón
- 2004: Český sen
- 2005: Pátrání po Ester
- 2006: Iné svety
- 2007: Ztracená dovolená
- 2008: Ježíš je normální!
- 2008: René
- 2008: Česká RAPublika
- 2009: Osadné
- 2010: Oko nad Prahou
- 2010: Katka
- 2013: Váňa
- 2014: Gottland
- S režisérem Radimem Procházkou na Zlín Film Festivalu 20252016: Zkáza krásou
- 2018: Jan Palach
- 2019: Viva video, video viva
- 2019: Dálava
- 2019: Dunaj vědomí
- 2020: V síti
- 2020: Nová šichta
- 2021: Zpráva o záchraně mrtvého
- 2022: Zkouška umění
- 2022: KaprKód
- 2023: Jiříkovo vidění

### Režisér
- 1998: Nonstop
- 1999: Deník babičky Němcové
- 2001: Panenka proti zbytku světa
- 2003: Národ sobě aneb České moře v osmnácti přílivech
- 2004: Across the Border: České Velenice Infinity
- 2009: Breathless: I Love My Boring Life
- 2011: Rock života
- 2012: Král nic nedělá
- 2013: Kateřina Šedá: Jak se dělá mýtus
- 2014: Příběhy neobyčejné energie: František svého druhu
- 2015: Exkurze aneb Historie současnosti
- 2020: Věčný Jožo aneb Jak jsem potkal hvězdu
- 2023: Vězení dějin (společně s Matějem Hrudičkou)